# Cocherel
Cocherel és un municipi francès, situat al departament del Sena i Marne i a la regió d'Illa de França. L'any 2007 tenia 570 habitants.
Forma part del cantó de La Ferté-sous-Jouarre, del districte de Meaux i de la Comunitat de comunes del Pays de l'Ourcq.

## Demografia

### Població
El 2007 la població de fet de Cocherel era de 570 persones. Hi havia 186 famílies, de les quals 20 eren unipersonals (16 homes vivint sols i 4 dones vivint soles), 58 parelles sense fills, 85 parelles amb fills i 23 famílies monoparentals amb fills.
La població ha evolucionat segons el següent gràfic:
Habitants censats

### Habitatges
El 2007 hi havia 209 habitatges, 187 eren l'habitatge principal de la família, 10 eren segones residències i 12 estaven desocupats. 201 eren cases i 6 eren apartaments. Dels 187 habitatges principals, 151 estaven ocupats pels seus propietaris, 34 estaven llogats i ocupats pels llogaters i 2 estaven cedits a títol gratuït; 1 tenia una cambra, 6 en tenien dues, 16 en tenien tres, 39 en tenien quatre i 125 en tenien cinc o més. 166 habitatges disposaven pel capbaix d'una plaça de pàrquing. A 51 habitatges hi havia un automòbil i a 132 n'hi havia dos o més.

### Piràmide de població
La piràmide de població per edats i sexe el 2009 era:
| Homes | Edats   | Dones |
| ----- | ------- | ----- |
| 0     | 95 o +  | 0     |
| 0     | 90 a 94 | 4     |
| 0     | 85 a 89 | 4     |
| 0     | 80 a 84 | 0     |
| 0     | 75 a 79 | 0     |
| 16    | 70 a 74 | 0     |
| 0     | 65 a 69 | 12    |
| 8     | 60 a 64 | 0     |
| 8     | 55 a 59 | 12    |
| 24    | 50 a 54 | 20    |
| 16    | 45 a 49 | 20    |
| 12    | 40 a 44 | 4     |
| 24    | 35 a 39 | 36    |
| 32    | 30 a 34 | 24    |
| 8     | 25 a 29 | 8     |
| 4     | 20 a 24 | 24    |
| 20    | 15 a 19 | 44    |
| 20    | 10 a 14 | 24    |
| 28    | 5 a 9   | 20    |
| 16    | 0 a 4   | 16    |

## Economia
El 2007 la població en edat de treballar era de 392 persones, 311 eren actives i 81 eren inactives. De les 311 persones actives 291 estaven ocupades (151 homes i 140 dones) i 21 estaven aturades (10 homes i 11 dones). De les 81 persones inactives 16 estaven jubilades, 41 estaven estudiant i 24 estaven classificades com a «altres inactius».

### Ingressos
El 2009 a Cocherel hi havia 185 unitats fiscals que integraven 585,5 persones, la mediana anual d'ingressos fiscals per persona era de 20.591 €.

### Activitats econòmiques
Dels 14 establiments que hi havia el 2007, 4 eren d'empreses de construcció, 2 d'empreses de comerç i reparació d'automòbils, 1 d'una empresa de transport, 1 d'una empresa immobiliària, 2 d'empreses de serveis i 4 d'empreses classificades com a «altres activitats de serveis».
Dels 4 establiments de servei als particulars que hi havia el 2009, 1 era un paleta, 1 guixaire pintor i 2 empreses de construcció.
L'any 2000 a Cocherel hi havia 4 explotacions agrícoles.

## Equipaments sanitaris i escolars
El 2009 hi havia 1 escola maternal integrada dins d'un grup escolar amb les comunes properes formant una escola dispersa i 1 escola elemental integrada dins d'un grup escolar amb les comunes properes formant una escola dispersa.

## Poblacions més properes
El següent diagrama mostra les poblacions més properes.